# Heberty Fernandes de Andrade
Heberty Fernandes de Andrade, meglio noto come Heberty (San Paolo, 29 agosto 1988), è un calciatore brasiliano, attaccante dello Johor Darul Ta'zim.

## Carriera
Ha giocato nella prima divisione dei campionati giapponese, thailandese, saudita e malaysiano.

## Palmarès

### Club

#### Competizioni statali
- Copa Paulista: 1

Paulista: 2011

#### Competizioni nazionali
- Malaysia Super League: 2

Johor Darul Ta'zim: 2023, 2024-2025
- Coppa della Malaysia: 2

Johor Darul Ta'zim: 2023, 2024-2025